# イディ
イディ（Idi）は、エリトリア・デブバウィ・ケイバハリ地方中部の村。中部デンカリア地区の行政府所在地であり、海岸線を持つ。人口22,855人(2005年推計)。ティヨから国道P-6号線で海岸線に沿って東南に進んだ道路沿いに存在する。主にアファル人が住む。イディはこの他Īdī,Edd,Ēd,Eid,Ed等と綴られる。北緯13度55分47秒、東経41度41分33秒。標高19m。